# Джовани II Партечипацио
Вижте пояснителната страница за други личности с името Джовани.
Джовани II Партечипацио (на италиански: Giovanni II Partecipazio), известен още като Giovanni Badoer, е петнадесети дож на Венецианската република. Управлява от 881 до 887 г.
Джовани е син на Орсо I Партечипацио и съ-дож по време на управлението на баща си. След неговата смърт той автоматично става нов дож. За да осигури наследствеността на титлата, той също назначава за съ-дожове своите братя Пиетро и Бадоарио, но те умират преди него, а третият му брат Орсо отказва поста. След като Джовани се разболява тежко, за дож е избран Пиетро I Кандиано и Джовани се оттегля от поста.